# International Electrical Association
Die International Electrical Association (IEA), auch bekannt als Association internationale d'électricité, wurde 1973 in der Schweiz als Handelsverband von Herstellern elektrischer Ausrüstung gegründet. Sie stellte 1989 ihre Tätigkeit offiziell ein.
Die IEA war ein Kartell, das weite Teile des Weltmarkts für elektrische Großanlagen steuerte, indem es Auftragsvergaben und Preise durch geheime Absprachen kontrollierte. Besonders betroffen waren Entwicklungsländer, die aufgrund fehlender Marktüberwachung höhere Preise zahlen mussten. Die USA und die Länder der Europäischen Gemeinschaft waren von diesen Praktiken ausgenommen, um Konflikte mit nationalen Wettbewerbsbehörden zu vermeiden. Die Strukturen und Absprachen scheinen trotz der Auflösung des formellen Kartells 1989 weiter Bestand gehabt zu haben.